# ループ (やゆゆの曲)
「ループ」は、やゆゆのシングル。2012年1月25日に5pb.Recordsから発売された。

## 概要
ヒロイン、美柱沙弥（下田麻美）、美柱沙遊（長谷川明子）、栂山ゆずき（大久保瑠美）により結成されたユニット、やゆゆのシングル。表題曲「ループ」は、Webアニメ『こぴはん』のオープニングテーマに起用された。本作の発売を記念して2012年2月4日にアニメイト秋葉原にてメンバー全員によるミニライブを含む発売記念イベントが行われ、同イベントで「ループ」が初披露された
下田たちは発売前のインタビューで本作以降もやゆゆの活動の意思を示していたが本作以降やゆゆの活動はない。

## 収録曲
（全作曲：濱田貴司、編曲：佐々木悠紀）
1. ループ [4:42]
作詞：谷藤律子
Webアニメ『こぴはん』オープニングテーマ
「温故知新」をテーマとした懐かしさを感じさせる曲で、曲中でもヴァイオリンや時計の音色が使用されるなどループ感を漂わせる内容になっている[2]。また、本作について下田も「穏やかで心地良い空気感のある曲」と語っている。なお歌詞の内容は自分たちの過去を土台として未来へと羽ばたく想いが込められている[3]。レコーディングでは、大久保と長谷川の2人についてはスタッフからキャラクターよりも自分の声を意識するようアドバイスされた[2]
2. カナタ [4:56]
作詞：皆口裕子
作詞を皆口裕子が担当しているという事もあり、一聴すると女性視点の切ない曲に思えるが、実際には「元気をもらえる」内容も反映されている。タイトルの「カナタ」は、「ループ」との対を意図してカタカナ3文字になった。ちなみに作詞を皆口が担当すると知ったときは3人とも驚いていたという[2]。
3. ループ（off vocal）
4. カナタ（off vocal）